# 쓰오카촌
쓰오카촌(일본어: 都岡村)은 일본 1889년 4월 1일부터 1939년 4월 1일까지 존재했던 가나가와현 쓰즈키군의 촌이다. 

## 지리
현재의 요코하마시 아사히구 북부에 해당한다.

## 역사
- 1889년 4월 1일 - 정촌제 시행에 의해 쓰즈키군 쓰오카촌이 성립하였다.
- 1939년 4월 1일 - 요코하마시에 편입해, 동일 쓰오카촌은 폐지되어, 동일에 신설된 호도가야구의 일부가 되었다.
- 1969년 4월 1일 - 요코하마시 호도가야구에서 분구해 아사히구가 되었다.

## 교통

### 도로
- 하치오지 가도 (현  국도 제16호선
- 나카바라 가도

## 참고 문헌
- 角川日本地名大辞典編纂委員会,『角川日本地名大辞典 神奈川県』1984, 角川書店